# Vrela, Žabljak
Vrela este un sat din comuna Žabljak, Muntenegru. Conform datelor de la recensământul din 2003, localitatea are 52 de locuitori (la recensământul din 1991 erau 100 de locuitori).

## Demografie
În satul Vrela locuiesc 38 de persoane adulte, iar vârsta medie a populației este de 41,2 de ani (44,7 la bărbați și 38,4 la femei). În localitate sunt 19 gospodării, iar numărul mediu de membri în gospodărie este de 2,74.
Această localitate este populată majoritar de sârbi (conform recensământului din 2003).
|  |

| Demografie | Demografie | Demografie |
| An         | Locuitori  | Locuitori  |
| ---------- | ---------- | ---------- |
|            |            |            |
|            |            |            |
|            |            |            |
|            |            |            |
| 1948       | 237        |            |
| 1953       | 249        |            |
| 1961       | 232        |            |
| 1971       | 180        |            |
| 1981       | 132        |            |
| 1991       | 100        | 100        |
| 2003       | 52         | 52         |

| \| Componența etnică conform recensământului din 2003[2] \| Componența etnică conform recensământului din 2003[2] \| Componența etnică conform recensământului din 2003[2] \| Componența etnică conform recensământului din 2003[2] \| Componența etnică conform recensământului din 2003[2] \| \| ----------------------------------------------------- \| ----------------------------------------------------- \| ----------------------------------------------------- \| ----------------------------------------------------- \| ----------------------------------------------------- \| \| \| \| \| \| \| \| Sârbi \| Sârbi \| \| 44 \| 84,61% \| \| Muntenegreni \| Muntenegreni \| \| 6 \| 11,53% \| \| necunoscută \| necunoscută \| \| 0 \| 0% \| |              |  |    |        |
| Componența etnică conform recensământului din 2003 |              |  |    |        |
| |              |  |    |        |
| Sârbi | Sârbi        |  | 44 | 84,61% |
| Muntenegreni | Muntenegreni |  | 6  | 11,53% |
| necunoscută | necunoscută  |  | 0  | 0%     |